# Соколовский, Никита Александрович
Никита Александрович Соколовский (бел. Мікіта Аляксандравіч Сакалоўскі; род. 14 февраля 2002, Бобруйск, Могилёвская область) — белорусский футболист, защитник клуба «Белшина».

## Карьера
Воспитанник бобруйской «Белшины». В 2020 году стал подтягиваться к играм с основной командой, однако так и не вышел на поле. В 2021 году клуб стал выступать в Первой лиге и футболист снова попал в заявку клуба на сезон. Дебютировал за клуб 18 апреля 2021 года в матче против пинской «Волны». Первоначально выходил на игры на замену, однако вскоре стал основным защитником основной команды. В матче 19 июня 2021 года против «Лиды» отличился результативной передачей. По итогу сезона стал серебряным призёром чемпионата, получив повышение в Высшую лигу.
В феврале 2022 года готовился к новому сезону вместе с бобруйским клубом. Весенний отрезок чемпионата провёл на скамейке запасных. Дебютировал в Высшей лиге 26 июня 2022 года в матче против «Минска», выйдя на замену на последних минутах. Дебютный гол забил 18 июля 2022 года в матче против солигорского «Шахтёра». По ходу сезона футболист оставался игроком скамейки запасных. Провёл 17 матчей за сезон во всех турнирах, в которых отличился по забитому голу и результативной передаче.
Новый сезон начал с матча 4 марта 2023 года в рамках Кубка Беларуси против борисовского БАТЭ. Вылетел из розыгрыша Кубка Беларуси, с разгромным счётом уступив борисовскому клубу 11 марта 2023 года в ответном четвертьфинальном матче. Первый матч в чемпионате сыграл 19 марта 2023 года против «Сморгони». В июле 2023 года футболист продлил контракт с клубом до конца июня 2024 года. По итогу сезона завершил чемпионат на последнем месте и вылетел в Первую лигу.

## Международная карьера
В сентябре 2022 года был вызван в молодёжную сборную Беларуси. Дебютировал за сборную 27 сентября 2022 года в товарищеском матче против Казахстана.

## Семья
Отец, Александр Соколовский, также был профессиональным футболистом, проведя большую часть своей карьеры в «Белшине».